# CANT Z.1018
CRDA CANT Z.1018 Leone (Sư tử) là một loại máy bay ném bom hạng trung của Ý trong thập niên 1940.

## Hiệu suất
Của các phiên bản Z.1018 Leone, BZ.303 (tiêm kích hạng nặng), BZ.301(ném bom tầng cao)
- Dài, m: 17,6/16,98/18
- Cao, m: 6,1/5/4,54
- Sải cánh, m:22,5/20,7/24,8
- Diện tích cánh, m²: 63,1/59/70
- Trọng lượng rỗng, kg:8.800/8.000/8.750
- Tài trọng tối đa, kg:11.500/11.000/13.100
- Động cơ: Piaggio P.XII RC35 (cất cánh đạt 1.200 hp, 1.350 ở độ cao 4.500 m) /Piaggio P.XV RC60 (1.450 hp)/Piaggio PXV. RC 15 (1.500 hp)
- Vận tốc nhỏ nhất/lớn nhất, km/h: 140-524 (4.500 m)/130-580 (7.000 m)/147 (?)
- Trần bay,m: 7.250/10.300/9.500
- Tầm bay,km: 1.335 km (452 km/h trên độ cao 5.450 m) /1.500 (464 km/h trên độ cao 7.000 m) /1.800 (450 km/h trên độ cao 7.000 m)

## Quốc gia sử dụng
Ý
- Regia Aeronautica

## Tính năng kỹ chiến thuật (Z.1018)
Đặc điểm tổng quát
- Chiều dài: 17,60 m (57 ft 9 in)
- Sải cánh: 22,5 m (73 ft 9¾ in)
- Chiều cao: 6,10 m (20 ft 0 in)
- Diện tích cánh: 63 m2 (673,15 ft2)
- Trọng lượng có tải: 12.000 kg (26.455 lb) mỗi chiêc

Hiệu suất bay
- Vận tốc cực đại: 520 km/h (323 mph)
- Tầm bay: 2.200 km (1.367 dặm)
- Trần bay: 7.250 m (23.785 ft)

Vũ khí trang bị
- 3 × súng máy 12,7 mm (0.5 in)
- 2 × súng máy 7,7 mm (0.303 in)
- 6 × quả bom 250 kg (551 lb)